# Callimetopus
Callimetopus – rodzaj chrząszczy z rodziny kózkowatych i podrodziny zgrzypikowych. 

## Zasięg występowania
Przedstawiciele tego rodzaju występują na Filipinach (większość gatunków), a także na Półwyspie Malajskim, w Indonezji oraz na Nowej Gwinei.

## Systematyka
Do Callimetopus należy 50 gatunków:

- Callimetopus acerdentibus
- Callimetopus albatus
- Callimetopus anichtchenkoi
- Callimetopus antonkozlovi
- Callimetopus bilineatus
- Callimetopus bukejsi
- Callimetopus bumbierisi
- Callimetopus cabrasae
- Callimetopus capito
- Callimetopus cordifer
- Callimetopus cretumus
- Callimetopus cynthia
- Callimetopus cynthioides
- Callimetopus danilevskyi
- Callimetopus degeneratus
- Callimetopus griseus
- Callimetopus havai
- Callimetopus illecebrosus
- Callimetopus irroratus
- Callimetopus juliae
- Callimetopus kalninsi
- Callimetopus laterivitta
- Callimetopus lituratus
- Callimetopus longicollis
- Callimetopus longior
- Callimetopus lumawigi
- Callimetopus marinduquensis
- Callimetopus mindorensis
- Callimetopus miroshnikovi
- Callimetopus nigritarsis
- Callimetopus niveuseta
- Callimetopus ochreosignatus
- Callimetopus ornatus
- Callimetopus panayanus
- Callimetopus pantherinus
- Callimetopus paracasta
- Callimetopus pectoris
- Callimetopus rhombiferus
- Callimetopus ruficollis
- Callimetopus samarensis
- Callimetopus santossilvai
- Callimetopus shavrini
- Callimetopus siargoanus
- Callimetopus stanleyi
- Callimetopus tagalus
- Callimetopus telnovi
- Callimetopus tsinkevichi
- Callimetopus variolosus
- Callimetopus vitalii
- Callimetopus zhantievi